# Myzus fataunae
Myzus fataunae är en insektsart. Myzus fataunae ingår i släktet Myzus och familjen långrörsbladlöss. Inga underarter finns listade i Catalogue of Life.